# Emma Kornejewna Jefimowa
Emma Kornejewna Jefimowa (russisch Эмма Корнеевна Ефимова; * 28. September 1931 in Moskau, Russische SFSR; † 12. Juli 2004) war eine sowjetische Florettfechterin.

## Erfolge
Emma Jefimowa wurde zunächst 1956 in London und 1958 in Philadelphia mit der Mannschaft Weltmeister, ehe sie den Titel auch 1959 in Budapest im Einzel gewann. Zudem sicherte sie sich 1958 Silber im Einzel- und 1959 Silber im Mannschaftswettbewerb. Bei den Olympischen Spielen 1956 in Melbourne erreichte sie die Halbfinalrunde des Einzels, in der sie als Fünfte ihrer Gruppe ausschied.